# عادیلجان سلیمان
عادیلجان سلیمان (انگلیسی: Adiljan Suleyman؛ زادهٔ ۲۱ اوت ۱۹۶۷) بازیکن سابق و مربی بسکتبال اویغورتبار اهل چین است.
از باشگاه‌هایی که در آن بازی کرده‌است می‌توان به باشگاه بسکتبال بایی راکتس اشاره کرد.